# Brixia (groupe)
Pour les articles homonymes, voir Brixia (homonymie).
Brixia est un groupe de rock identitaire français de 5 membres. Le nom du groupe est celui de la déesse gauloise Brixia (déesse).

## Biographie
Les paroles sont principalement un appel au réenracinement et une critique de la perte des repères dans la société française.
En avril 1999, le groupe participe à deux concerts à Belgrade, (durant l'Opération Allied Force) avec la participation de Basic Celtos et d'In Memoriam.

## Discographie
- Mon clan et les miens en 1998
- Monde de timbrés début 2000

### Compilations
Deux chansons dans la compilation « Sur les Terres du RIF volume 2 »: Renaissance et Complainte rurale.